# Jürgen Brokoff
Jürgen Brokoff (* 1968) ist ein deutscher germanistischer Literaturwissenschaftler.

## Leben
Er studierte Germanistik und Geschichte an den Universitäten Münster und Bonn. Nach der Promotion 1999 und der Habilitation 2008/2009 ist er seit 2013 Professor für Deutsche Philologie / Neuere deutsche Literatur an der FU Berlin.
Seine Forschungsschwerpunkte sind Ästhetik – Poetik – Literatursprache, Konzepte der Gegenwartsliteratur, Formtheorien und Literaturwissenschaft im 19. und 20. Jahrhundert, Literatur der Jahrhundertwende (George, Hofmannsthal, Thomas Mann), Literatur – Krieg – Kriegsverbrechen (Erster Weltkrieg, Gegenwart) und Apokalyptik – Politische Theologie – deutsch-jüdische Literatur.

## Schriften (Auswahl)
- Die Apokalypse in der Weimarer Republik. München 2001, ISBN 3-7705-3603-7.
- mit Jürgen Fohrmann (Hg.): Politische Theologie. Formen und Funktionen im 20. Jahrhundert. Paderborn 2003, ISBN 978-3-503-18800-0.
- mit Joachim Jacob (Hg.): Apokalypse und Erinnerung in der deutsch-jüdischen Kultur des frühen 20. Jahrhunderts. Göttingen 2002, ISBN 3-525-35572-6.
- Geschichte der reinen Poesie. Von der Weimarer Klassik bis zur historischen Avantgarde. Göttingen 2010, ISBN 978-3-8353-0616-5.
- Literaturstreit und Bocksgesang. Literarische Autorschaft und öffentliche Meinung nach 1989/90. Wallstein Verlag, Göttingen 2021, ISBN 978-3-8353-1712-3.[1]